# ضريبة الجهاد
ضريبة الجهاد هي ضريبة إضافية في ليبيا، فرضت بموجب القانون رقم 44 لسنة 1970 على كافة أنواع الدخول الخاضعة للضريبة في ليبيا.

## الغرض من فرضها
يذهب ريع الضريبة إلى صندوق الجهاد  الذي تم تكوينه بموجب القانون رقم 59 لسنة 1972 بشأن صندوق الجهاد، حيث يهدف الصندوق إلى دعم استعداد العالم الإسلامي في جهاده ضد القوى الاستعمارية، وتمكينه من الحفاظ على كيانه واستقلاله وإسلامه، كما يهدف إلى تقديم المساعدات النقدية والعينية إلى اسر الشهداء والجرحى وضحايا العدوان الاستعماري من أبناء الأمة الإسلامية، وكذلك المساهمة في بناء ودعم المنشآت التي تخدم الدعوة الإسلامية وشوؤن المسلمين. تم إعادة النظر في مصارف ضريبة الجهاد وصدر في 25 ديسمبر 2016 القانون رقم 25 لسنة 2016 بخصوص ألية توزيع ضريبة الجهاد وذلك على النحو التالي:
|   | الجهة المستحقة                          | النسبة |
| 1 | جمعية الدعوة الإسلامية                  | 20%    |
| 2 | صندوق الجهاد                            | 25%    |
| 3 | صندوق التضامن الاجتماعي                 | 15%    |
| 4 | هيئة أسر الشهداء والمفقودين             | 5%     |
| 5 | الهيئة العامة للأوقاف والشؤون الإسلامية | 5%     |
| 6 | وزارة المالية لدعم الموازنة العامة      | 30%    |

## سعر الضريبة
تحسب الضريبة على النحو التالي:
أولا- المرتبات والأجور وما في حكمها والمعاشات التقاعدية:
| 1% | إذا لم يجاوز الدخل خمسين دينارا شهريا.                            |
| 2% | من كامل الدخل إذا زاد عن خمسين دينارا ولم يجاوز مائة دينار شهريا. |
| 3% | من كامل الدخل إذا زاد عن مائة دينار شهريا.                        |

ثانيا- كافة الأرباح وأنواع الدخل الأخرى المحددة في قانون الضرائب فيما عدا دخل الزراعة (تم اعفاء دخل الزراعة من ضريبة الدخل في قانون ضرائب الدخل رقم 7 لسنة 2010 المعمول به حاليا)  
| 2% | من الربح أو الدخل المعفى من الضريبة للأعباء العائلية والتأمينات الشخصية |
| 4% | من الربح أو الدخل الخاضع للضريبة فيما زاد عن حد الإعفاء.                |

## ضريبة الجهاد ودار الإفتاء
صدرت الفتوى رقم 2842 عن دار الإفتاء الليبية بعدم جواز استقطاع ضريبة الجهاد من مرتبات الموظفين وأوصت بمراجعة القانون؛ لأنها ترى أن الضرائب لا تحل الإ عند الضرورة بشروط لا تتوفر في ضريبة الجهاد وليست من قبيل الصدقة الجارية؛ لأنها تؤخذُ قسرًا، ولا يدفعها الموظف بطيب نفسه.

## روابط خارجية
- مصلحة الضرائب الليبية.